# Alexander Tilloch
Alexander Tilloch, né le 28 février 1759 à Glasgow (Écosse), mort à Islington le 26 janvier 1825, est un journaliste et inventeur écossais.

## Biographie
Fils de John Tulloch, marchand de tabac et magistrat, Alexander, qui changera son nom en Tilloch peu après 1787, suit des études à l’université de Glasgow et s’intéresse à l’imprimerie. En 1781 il étudie la question de la stéréotypie, à laquelle son compatriote William Ged avait apporté sa solution après les travaux du Hollandais Van der Mey. Tilloch, associé à l’imprimeur Andrew Foulis le Jeune, imprimeur de l’université de Glasgow, et développe son procédé en 1782. Ils déposent leur brevet pour l’Angleterre le 28 avril 1784, en même temps qu’un brevet pour l’Écosse. Ils impriment plusieurs petits volumes. Alexander Tilloch et Compagnie est déclaré comme imprimeur et libraire à Glasgow : la société imprime la huitième édition de The Dead of Abel de Solomon Gessner (1784). Puis The British Songster (1786). Il semble que son jeune frère George ait travaillé avec lui.
Le procédé n’est pas réellement exploité par la suite, mais il parvient à la connaissance de Charles Stanhope, 3e comte Stanhope, inventeur de la presse qui porte son nom, qui charge son imprimeur personnel Andrew Wilson de travailler sur la stéréotypie.
En 1787 il s’installe à Londres. Avec un groupe d’autres actionnaires, il achète le journal du soir Star, dont il restera éditeur jusqu’en 1821. À cette époque, la contrefaçon des billets de banque est fréquente et pose un problème permanent aux autorités. En 1790, Tilloch dépose devant le gouvernement britannique une proposition de procédé d’impression des billets qui rendrait leur imitation impossible. N’ayant pas reçu de réponse, il propose son système à la Commission des Assignats de Paris, qui est très sensible au problème et est activement à la recherche de procédés, mais la guerre étant déclarée, son projet n’aboutit pas. Paradoxalement, c’est à Londres que les assignats français seront le plus falsifiés. En 1797, il propose encore à la Banque d’Angleterre un spécimen de billet, accompagné de certificats des plus grands graveurs, selon lesquels ce modèle est impossible à reproduire. C’est un nouvel échec. En 1810, la banque adopte le projet de Augustus Applegath, que Tilloch considère comme une copie du sien.
En 1797, Alexander Tilloch crée The Philosophical Magazine, un journal consacré à des sujets scientifiques (dont la botanique), aux découvertes nouvelles et aux inventions. 
En 1808, il dépose un brevet pour un moteur destiné à des machines ou des moulins. Un nouveau brevet pour un moteur à vapeur de 1825 sera pris en compte par l’ingénieur Arthur Woolf.
Il est membre de nombreuses sociétés savantes. Il possède une importante collection de manuscrits, de monnaies, de médailles. À la fin de sa vie, il étudie les prophéties des Écritures (notamment l’Apocalypse de saint Jean) et prêche dans une congrégation de Goswell street.
Il a hébergé un jeune poète désargenté, John Galt, qui rentre d’un périple en Europe où il a voyagé avec un autre poète, Lord Byron. Tilloch édite un premier livre et l’encourage à engager une carrière littéraire. Galt épouse sa fille, Elizabeth : un de leurs trois fils Alexander Tilloch Galt (1817-1893) sera un important homme d’affaires et homme politique canadien.

## Œuvres
- Dissertation on the opening of the Sealed Book, Arbroath, Perth, 1852; recueil d’articles publiés dans The Star, 1808–9, signés Biblicus.
- Dissertations introductory to the Study and right Understanding of the Apocalypse, Londres, 1823.
- Mechanic's Oracle, commencé en juillet 1824, arrêté par sa mort.